# Csetényi Csaba (üzletember)
Csetényi Csaba (Budapest, 1968.  október 17. ) üzletember, vállalkozó. Elsősorban média- és marketingvállalkozásairól ismert.  
Édesapja Csetényi Csaba labdarúgó, sportvezető.
Tanulmányait az IESE Business Schoolban (Advanced Management Program in Media and Entertainment), a New York Film Academyn (Broadcast Journalism), a Cambridge Business College budapesti tagozatán és a Gödöllői Agrártudományi Egyetemen végezte.  
A hagyományos és digitális tartalom-előállítással foglalkozó, multiplatformos HG Média Csoport alapítója, amely a  legnagyobb magántulajdonban lévő közép-európai tartalommarketing-ügynökség, és ügyfelei között éppúgy megtalálhatóak magánvállalatok (a teljesség igénye nélkül az Audi Hungária Zrt., a Volkswagen és a Spar Magyarország), mint államigazgatási szereplők. 
Cégével számos európai uniós kommunikációs kampányt menedzselt. A Magyar Turizmus Zrt. számára készített országimázsfilmje, a „Think Hungary – More than Expected” 2015-ben első díjat kapott az UNWTO Tourism Video Competition versenyen és Ezüst Delfin díjat a Cannes Corporate Media & TV Awardson. 
Emellett a cégcsoporthoz tartozó AVB Rendezvényszervező Kft. alapítója és működtetője a budapesti Advent Bazilikának, amelyet 2019-ben az European Best Destinations független utazási portál „Európa legszebb karácsonyi vásárának” választott. 
A 88 országban jelenlévő Cathay Communication globális kommunikációs ügynökség alapító tulajdonosa. Szintén alapítója a magyarországi szivarkereskedelmet és -fogyasztást megalapozó Cigar Towernek is.
A TEDxDanubia konferenciasorozat korábbi szervezője .  
Az általános iskolás digitális oktatást megreformáló Videótanár Nonprofit Kft. alapítója.  